# Rhododendron koudzumontanum
Rhododendron koudzumontanum är en ljungväxtart som beskrevs av H. Takahashi och T. Katsuyama. Rhododendron koudzumontanum ingår i släktet rododendron, och familjen ljungväxter. Inga underarter finns listade i Catalogue of Life.